# Ceratomyxa agilis
Ceratomyxa agilis is een microscopische parasiet uit de familie Ceratomyxidae. Ceratomyxa agilis werd in 1892 beschreven door Thélohan. 